# Teorema lui Wilson
În matematică, teorema lui Wilson afirmă că un număr întreg p > 1 este număr prim dacă și numai dacă produsul numerelor întregi pozitive mai mici decât p este cu o unitate mai mic decât un multiplu de p. O altă formulare subliniază că: Orice număr prim are proprietatea menționată referitor la produsul întregilor mai mici ca el și orice număr cu proprietatea menționată referitor la produsul respectiv e prim.
Se folosesc in enunț pentru produsul menționat notația prin factorial (semnul exclamării plasat după numărul cel mai mare din produs (p-1)! și funcția rest sau modulo:
{\displaystyle (p-1)!\ \equiv \ -1\ ({\mbox{mod}}\ p)}
Această teoremă a fost enunțată de John Wilson și Edward Waring în 1770, fiind demonstrată de Lagrange în 1771, apoi de Euler în 1773, apoi de Gauss în 1807. 
După cum reiese din enunț, această teoremă furnizează un criteriu necesar și suficient pentru un număr prim. Totuși nu este un criteriu comod pentru identificarea unui număr prim.

## Istoric
Primul text cunoscut care face referire la acest rezultat îi aparține lui Alhazen pe la anul 1000 e.n.
Este cunoscut că și Leibniz era familiar cu rezultatul, fără însă a publica vreun text pe subiect.